# Knut Müller (Regierungspräsident)
Knut Müller (* 14. August 1929 in Cottbus; † 16. April 2016) war ein deutscher Jurist, Polizeipräsident von Frankfurt am Main und Regierungspräsident (SPD) im Regierungsbezirk Gießen.

## Karriere
Knut Müller machte eine Verwaltungslehre in Bochum, absolvierte als Angestellter der Stadtverwaltung Bochum das Abendgymnasium und ein Jura-Studium. Er begann seine Karriere als Assistent am Institut für öffentliches Recht in Marburg, war dann in den Jahren von 1965 bis 1967 beim Bundesverfassungsgericht als wissenschaftlicher Mitarbeiter beschäftigt und wechselte schließlich als Regierungsdirektor ins hessische Innenministerium. Vom 1. Oktober 1970 bis zum 3. Juni 1980 war der Sozialdemokrat Polizeipräsident von Frankfurt am Main, nach der Verstaatlichung der bis dahin kommunalen Frankfurter Polizei (1974) Polizeipräsident in Frankfurt am Main. Später wurde er erst Leiter des Aufbaustabes und dann von 1981 bis 1987 erster Regierungspräsident des neu gegründeten Regierungsbezirkes Gießen. Nach seiner Karriere im öffentlichen Dienst arbeitete er als Rechtsanwalt.

## Sonstiges
Müllers Großvater war der Gewerkschafter Fritz Husemann.